# 九龍巴士6F線

九龍巴士6F線是香港九龍市區的一條日間巴士路線，來往麗閣及九龍城碼頭。

## 歷史
- 1984年11月22日：路線投入服務。
- 1997年5月1日：加入空調巴士服務（全程收費$4.3）。
- 1998年10月11日：因更換雨水渠工程，往麗閣方向臨時改經砵蘭街數月。
- 2006年7月29日：路線改為全空調服務（全程收費由$4.3減至$4），並取消$4.2分段。
- 2008年6月8日：九巴加價，收費由$4.0增至$4.2。
- 2011年5月15日：九巴加價，收費增至$4.4。
- 2013年3月17日：九巴加價，收費增至$4.7。
- 2015年6月27日：增設到站時間預報。[2]
- 2018年10月27日：星期一至五09:00後，星期六、日及公眾假期全日由麗閣開出的班次，改經東京街西、深旺道、欽州街西、欽州街及荔枝角道返回原有路線，不再途經麗蘿樓對出的荔枝角道。[3]
- 2021年4月4日：九巴加價，收費增至$5.2。
- 2022年3月4日：受疫情影響，本線暫停服務[4]。
- 2022年11月14日：往九龍城碼頭方向每日所有班次繞經東京街西、深旺道及欽州街西[5]。

## 服務時間及班次
| 麗閣開               | 麗閣開     | 麗閣開     | 麗閣開     | 麗閣開     | 麗閣開     | 麗閣開     |
| 星期一至五           | 星期一至五 | 星期一至五 | 星期一至五 | 星期一至五 | 星期一至五 | 星期一至五 |
| -------------------- | ---------- | ---------- | ---------- | ---------- | ---------- | ---------- |
| 06:00                | 06:25      | 06:50      | 07:15      | 07:40      | 08:05      | 08:35      |
| 09:05                | 09:35      | 10:05      | 10:35      | 11:05      | 11:35      | 12:05      |
| 12:35                | 13:05      | 13:35      | 14:05      | 14:35      | 15:05      | 15:35      |
| 16:05                | 16:35      | 17:05      | 17:35      | 18:05      | 18:35      | 19:05      |
| 19:35                | 20:05      | 20:35      | 21:05      | 21:35      | 22:05      | 22:35      |
| 23:05                | 23:35      | 00:05      |            |            |            |            |
| 星期六、日及公眾假期 |            |            |            |            |            |            |
| 06:00                | 06:30      | 07:00      | 07:30      | 08:00      | 08:30      | 09:00      |
| 09:30                | 10:00      | 10:30      | 11:00      | 11:30      | 12:00      | 12:30      |
| 13:00                | 13:30      | 14:00      | 14:30      | 15:00      | 15:30      | 16:00      |
| 16:30                | 17:00      | 17:30      | 18:00      | 18:30      | 19:00      | 19:30      |
| 20:00                | 20:30      | 21:00      | 21:30      | 22:00      | 22:30      | 23:00      |
| 23:30                | 00:05      |            |            |            |            |            |

| 九龍城碼頭開         | 九龍城碼頭開 | 九龍城碼頭開 | 九龍城碼頭開 | 九龍城碼頭開 | 九龍城碼頭開 | 九龍城碼頭開 |
| 星期一至五           | 星期一至五   | 星期一至五   | 星期一至五   | 星期一至五   | 星期一至五   | 星期一至五   |
| -------------------- | ------------ | ------------ | ------------ | ------------ | ------------ | ------------ |
| 06:05                | 06:30        | 06:55        | 07:20        | 07:45        | 08:10        | 08:35        |
| 09:05                | 09:35        | 10:05        | 10:35        | 11:05        | 11:35        | 12:05        |
| 12:35                | 13:05        | 13:35        | 14:05        | 14:35        | 15:05        | 15:35        |
| 16:05                | 16:35        | 17:05        | 17:35        | 18:05        | 18:35        | 19:05        |
| 19:35                | 20:05        | 20:35        | 21:05        | 21:35        | 22:05        | 22:35        |
| 23:05                | 23:35        | 00:05        |              |              |              |              |
| 星期六、日及公眾假期 |              |              |              |              |              |              |
| 06:05                | 06:35        | 07:05        | 07:35        | 08:05        | 08:35        | 09:05        |
| 09:35                | 10:05        | 10:35        | 11:05        | 11:35        | 12:05        | 12:35        |
| 13:05                | 13:35        | 14:05        | 14:35        | 15:05        | 15:35        | 16:05        |
| 16:35                | 17:05        | 17:35        | 18:05        | 18:35        | 19:05        | 19:35        |
| 20:05                | 20:35        | 21:05        | 21:35        | 22:05        | 22:35        | 23:05        |
| 23:35                | 00:05        |              |              |              |              |              |

## 收費
全程：$5.4
| - 本線設有12歲以下小童及65歲或以上長者半價優惠。 - 65歲或以上香港居民使用「樂悠咭」，以及12歲以下合資格殘疾兒童使用「殘疾人士身份」個人八達通繳付車資，均可享有每程$2.0或半價（以較低者為準）的票價優惠；12至64歲合資格殘疾人士使用「殘疾人士身份」個人八達通（包括「樂悠咭」），以及60至64歲香港居民使用「樂悠咭」繳付車資，均可享有每程$2.0或全費（以較低者為準）的票價優惠。 - 65歲或以上長者如使用長者或一般個人八達通繳付車資，則只可享有半價優惠；12至64歲合資格殘疾人士如不使用「殘疾人士身份」個人八達通，以及60至64歲人士如不使用「樂悠咭」繳付車資，必須繳付全費。 - 乘客可以現金或八達通於上車時付款，不設找續。 - 每位成人乘客可免費攜帶最多兩名4歲以下而不佔座位的兒童乘客乘車，超額之4歲以下小童必須繳付小童車費乘車。 - 持有「九巴月票」之乘客在車票有效期內，每日可享最多10程任何九龍巴士及龍運巴士路線（包括本路線，以及聯營路線的九龍巴士／龍運巴士提供的班次；惟乘搭機場「A」及「NA」線則可享原價二七折優惠（不會計算每天10次合資格車程））；而B1線則每日可享最多各2程（不會計算每天10次合資格車程）。 - 九龍巴士、城巴、龍運巴士及陽光巴士全職員工及家屬（不包括外判職員）可免費乘搭本路線，惟必須拍職員或職員家屬八達通。 - 乘客亦可透過多元化電子支付系統（e度嘟）繳付車資，包括使用非接觸式VISA卡、JCB卡、萬事達卡、銀聯卡、美國運通、大來國際、Discover Card、Apple Pay、Google Pay、Samsung Pay、AlipayHK「易乘碼」、支付寶、WeChatHK／微信支付「搭車碼」、銀聯雲閃付「乘車碼」及BOC Pay「乘車碼」。乘客使用此付款方式，使用此支付方式的乘客可享有中途下車之分段收費，以及與其他九巴／龍運獨營路線或聯營線九巴／龍運班次之轉乘優惠，惟不適用於與非九巴／龍運路線之轉乘優惠，亦不能享有「公共交通費用補貼計劃」及「長者及合資格殘疾人士公共交通票價優惠計劃」。 |

### 八達通轉乘優惠
乘客以同一張八達通卡轉乘下列組合，可享有折扣優惠：
6F ↔ 11：
乘客登上本線往九龍城方向後150分鐘內以轉乘11線往鑽石山站方向，或登上11線往九龍站方向後150分鐘內以同一張八達通卡轉乘本線往麗閣方向，次程可獲$4.2折扣優惠。
6F ↔ 15/15X，下列組合在150分鐘內轉乘次程可獲$4.2折扣優惠：
- 6F(往九龍城碼頭) → 15(往平田)/15X(往廣田)
- 15/15X(往紅磡) → 6F(往麗閣邨)

6F ↔ 42A/44，下列組合在150分鐘內轉乘兩程合共$9.2
- 6F(往麗閣邨) → 42A/44(往青衣)
- 42A(往西九龍站)/44(往旺角東站) → 6F(往九龍城碼頭)

## 使用車輛
由於本線途經專營巴士低排放區，故必須使用達到歐盟五型或以上排放標準的車輛行走。
現時本線使用3輛富豪B9TL 12米（2輛AVBWU、1輛AVG）、2輛斯堪尼亞K280UD 12米（ASUD）
| 車隊編號 | 車牌   |
| -------- | ------ |
| AVBWU185 | PY6125 |
| AVBWU213 | RA 425 |
| AVG3     | VT4112 |
| ASUD1    | TE7277 |
| ASUD2    | TF6087 |

## 行車路線
麗閣開經：東京街、東京街西、深旺道、欽州街西、欽州街、荔枝角道、彌敦道、加士居道、漆咸道南、漆咸道北、機利士南路、蕪湖街、馬頭圍道、土瓜灣道及新碼頭街。
九龍城碼頭開經：新碼頭街、土瓜灣道、馬頭圍道、蕪湖街、漆咸道北、漆咸道南、加士居道、彌敦道、長沙灣道及東京街。

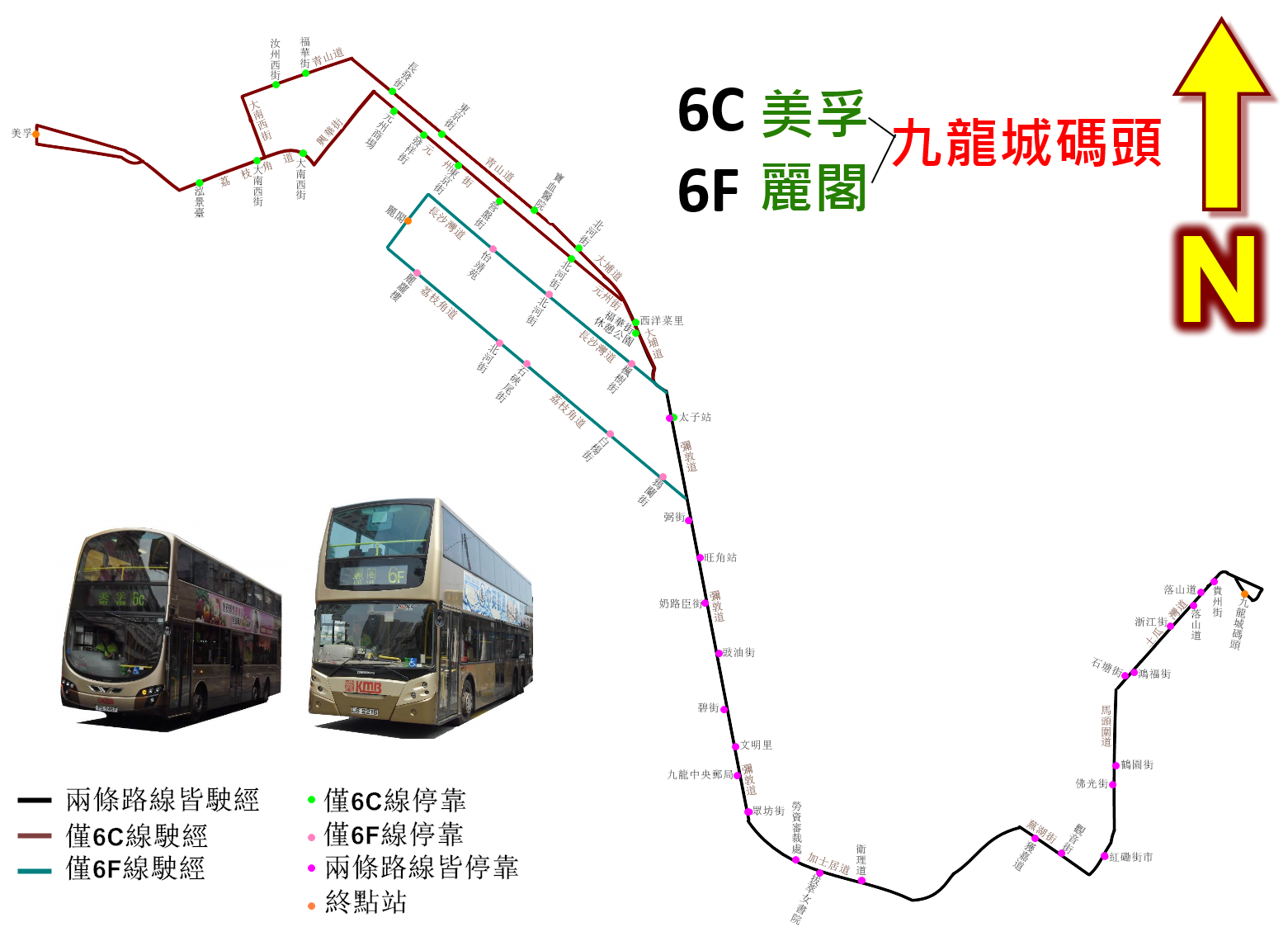
本線與6C線的走線圖，當中藍綠色的線為只有本線駛經

具體停站請參考資訊框

## 客量
6F線與6C線重疊，加上班次疏落及荔枝角道有12A線提供相近的服務，客量維持偏低水平。

## 英文字母F
本路線是香港各條專利巴士路線中，6條以F字尾的巴士路線之一（另5條分別是2F、68F、73F、74F及298F線）。